# Buenos vecinos
Buenos vecinos é uma telenovela argentina produzida e exibida pela Telefe entre 13 de dezembro de 1999 e 16 de março e 2001.
Foi protagonizada por Hugo Arana, Moria Casán, Facundo Arana e Malena Solda.  

## Sinopse

### Primeira Temporada
A história se passa no bairro de Buenos Aires Parque Patricios. Julián Pinillos desfrutava de uma vida normal, trabalhando em seu quiosque, casado e com uma filha prestes a se casar. No entanto, a mudança de Chini Suarez para o bairro mudou as coisas. Após a separação do seu marido, a ex-mulher de Ricardo Suarez, o presidente corrupto do Club Atlético Huracán, estabeleceu-se em uma casa antiga próxima ao quiosque, com Jessica e Jonathan, seus filhos. Desde o primeiro momento começaram os problemas entre Chini e Julian: o que deveria ser um negócio decente entre bons vizinhos tornou-se a primeira, a segunda e intermináveis brigas infernais. Julian e Chini brigavam tanto que, no bairro começou a correr o boato de que entre os dois havia algo mais que brigas. Enquanto isso, também chegava ao Parque Patricios um jovem chamado Diego Pinillos, um homem misterioso, relacionado com Anjel Pinillos, o pai de Julian. Ao mesmo tempo, um romance à primeira vista nasceu entre Diego e Jimena Pinillos, a filha de Julian, e os planos de casamento da menina começou a mudar.

### Segunda Temporada
Após a saída de Chini, que viveu próximo ao quiosque de Julian, a casa foi ocupada por Carolina. Ela vive com seu irmão Fernando e muitas vezes visitar sua mãe que, apenas no caso, e média ódio bairro ganhou.
Carolina é uma senhora que vive fazendo um pouco de tudo: desde dar cursos de maquiagem até treinar promotores para vender vários itens. Mas por trás de sua simpatia e espontaneidade, esta mulher esconde uma grande tristeza. Ela está apaixonada por Gerardo, que por sua vez, é casado com uma mulher doente de ciúmes e não é capaz de decidir nem por uma nem por outra.
Julian é um homem bem sucedido que fez dinheiro importando chinelos. Apesar de não viver no mesmo bairro, as visitas constantes à sua namorada lhe fizeram reencontrar um velho conhecido: Beto Marchese. E isso vai ajudar a Flip negócio se tornar flops que Beto tinha deixado após a fusão.
Enquanto isso, Jimena está destruída. Segue penando pela partida de Diego, que subiu em um barco sem destino, depois de descobrir através de uma análise de DNA que eles eram tio e sobrinha. Mas aconteceu que ao virar da esquina, Jimena se encontra com Fernando que começa brincando de amigo com a desculpa de ajudar a encontrar Diego.

## Elenco
- Hugo Arana como Julián Pinillos.
- Moria Casán como Chini Suárez.
- Facundo Arana como Diego.
- Malena Solda como Jimena.
- Juan Carlos Galván como Angel Pinillos.
- Gabriel Goity como Beto Marchese.
- Mónica Galán como Mónica Pinillos.
- María José Gabín como Malena Marchese.
- Héctor Calori como Ricardo Suárez.
- Santiago Ríos como Manuel.
- Verónica Llinás como Stella.
- Maximiliano Ghione como Ramiro.
- Marcelo Mazzarello como Luis.
- Alejandro Awada como Cátulo Pinillos.
- Adriana Salonia como Ana Pinillos.
- Julieta Ortega como Poli.
- Gastón Ricaud como Luciano Marchese.
- Fabio Aste como Alcides Mamboreté.
- Carolina Worcel como Jessica.
- Daniel Kuzniecka como Fernando.
- Miguel Habud como Santiago.
- Claudia Fontán como Maite.
- Diana Maggi como Elba.
- Nelly Fontán como Dora.
- Mabel Pessen como Cata.
- Mario Alarcón como Finestra.
- Gabriela Sari como Luli.
- Anabel Cherubito como María Concepción Alegre.
- Mónica Scarppone como Marta.
- Claribel Medina como Carolina.
- María Elena Sagrera como Irma.
- Jean Pierre Noher como Gerardo.
- Gerardo Chendo como Fernando.
- Marina Skell como esposa de Gerardo.
- Henny Trailes como Mãe de Carolina.
- Gustavo Monje como acosador.